# 라파엘 고르디요
라파엘 고르디요 바스케스(스페인어: Rafael Gordillo Vázquez, 1957년 2월 24일, 에스트레마두라 지방 알멘드랄레호 ~)는 스페인의 전 축구 선수이다. 매우 공격적인 좌측 수비수로, 수비수와 미드필더로 효율적인 선수로, 독특하게 꼭 양말을 내려 신고 경기를 뛰는 것으로 알려져 있다.
그는 베티스와 레알 마드리드에서 개인적인 면과 또 선수단의 성과적인 면에서 모두 성공적이었고, 428번의 라 리가 경기에 출전해 16시즌 넘는 기간에 38골을 기록하였다. 그는 후자의 구단 소속으로 5번의 리그를 포함해 10번의 주요 대회 우승을 거두었다.
고르디요는 80년대 스페인 국가대표팀의 주전 선수로, 국가대표팀 경기에 거의 80번 가까이 출전하였고, 자국 대표 선수단 일원으로 5번의 국제 대회에 참가하였다.

## 클럽 경력
고르디요는 에스트레마두라 지방 바다호스 주 알멘드랄레호 출신으로, 첫 돌이 되기 전에 부모의 고향인 세비야로 이주했다. 그는 폴리고노 데 산 파블로 동에서 자라 1972년에 15세의 나이로 베티스에 입단하였다. 1977년 1월 30일, 그는 부르고스와의 경기에서 1군이자 라 리가 신고식을 치렀고, 안달루시아 연고 구단이 1년차에 코파 델 레이 우승을 거두도록 도왔다.
베티스 소속으로 프로 무대에 9년을 활약한 고르디요는 2군 소속으로 합한 것까지 포함해 12년을 활약했고, 1979-80 시즌에는 올해의 국내 선수로 선정되기도 했으며, 300번에 가까운 공식 경기에 출장한 고르디요는 1985-86 시즌을 앞두고 레알 마드리드에 입단해 1년차에 쾰른과의 결승전에서 득점을 올려 UEFA컵 우승에 일조하였고, 미드필더로서 활약하며 호세 안토니오 카마초와 처음 4년 동안 위력적인 좌측 진영을 형성하였다. 바야돌리드와의 1989년 코파 델 레이 결승전에서 1-0 결승골의 주인공 또한 고르디요였다.
1992년, 35세가 된 고르디요는 친정 베티스로 복귀해 2년차에 소속 구단의 1부 리그 복귀에 일조했고, 말년을 인근 2부 리그 소속 에시하에서 보냈다. 후자의 소속으로 훗날 단장이 되기도 했다.
이후 10년 가까이, 고르디요는 베티스로 복귀해 구단의 행정 업무를 맡았다. 2010년 12월 13일, 그는 구단 회장으로 선출되었다.

## 국가대표팀 경력
고르디요는 스페인 국가대표팀 일원으로 딱 10년 동안 75번 출전하여 3골을 기록하였다. 그가 출전한 첫 국가대표팀 경기는 1978년 3월 29일, 히혼에서 3-0으로 이긴 노르웨이와의 친선경기였다.
고르디요는 1982년과 1986년에 두 번의 FIFA 월드컵에 자국을 대표로 출전하였고, 1980년, 1984년, 그리고 1988년에 세 번의 UEFA 유럽 축구 선수권 대회에 참가하여, 준우승을 차지한 1984년 대회의 한 경기를 제외하고 전 경기에 출전하였다.

### 국가대표팀 득점 기록
| #  | 날짜            | 경기장                          | 상대       | 점수 | 결과 | 대회                      |
| -- | --------------- | ------------------------------- | ---------- | ---- | ---- | ------------------------- |
| 1. | 1983년 5월 15일 | 몰타 아타르트 타알리 국립경기장 | 몰타       | 3–2  | 3–2  | UEFA 유로 1984 예선전     |
| 2. | 1985년 9월 25일 | 스페인 세비야 베니토 비야마린   | 아이슬란드 | 2–1  | 2–1  | 1986년 FIFA 월드컵 예선전 |
| 3. | 1988년 6월 11일 | 서독 하노버 니더작센슈타디온    | 덴마크     | 3–1  | 3–2  | UEFA 유로 1988            |

## 은퇴 후
고르디요는 베티스에 세 번째로 입단하였는데, 이번에는 소속 구단의 실내축구 국내 리그전에 출전했다. 그는 2006년 FIFA 월드컵 당시 라섹스타의 스포츠 방송 진행자로 짧게 활동하기도 했다.

## 수상

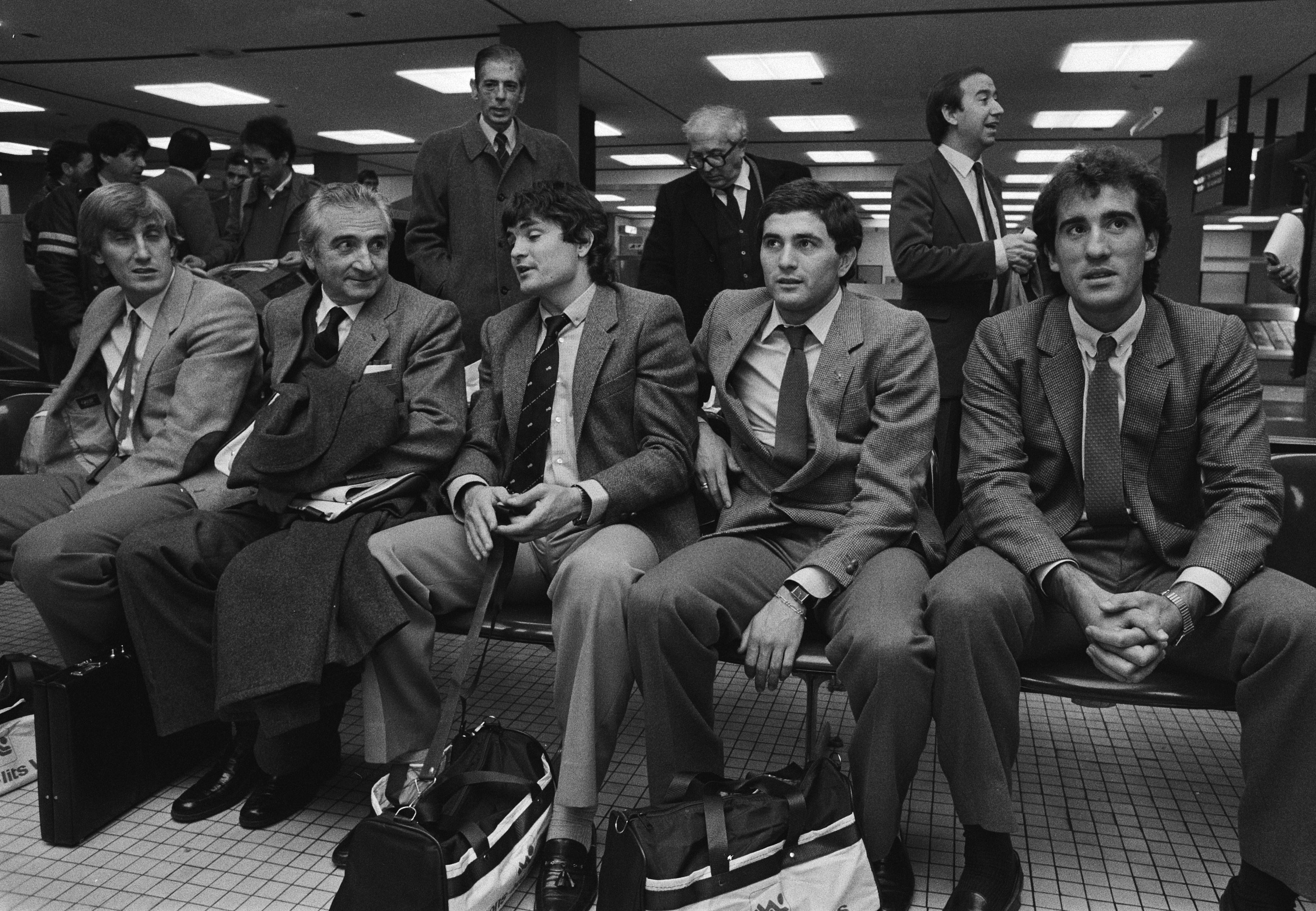
1983년 국가대표팀의 안토니오 마세다, 미겔 무뇨스 감독, 호세 안토니오 카마초, 라파엘 고르디요, 그리고 안도니 고이코에체아

### 클럽
베티스
- 코파 델 레이: 1976–77

레알 마드리드
- 라 리가: 1985–86, 1986–87, 1987–88, 1988–89, 1989–90
- 코파 델 레이: 1988–89
- 수페르코파 데 에스파냐: 1988, 1989, 1990
- UEFA컵: 1985–86

### 국가대표팀
스페인
- UEFA 유럽 축구 선수권 대회 준우승: 1984

### 개인
- 돈 발론 올해의 국내 선수: 1979–80[3]

## 같이 보기
- 레알 마드리드 CF 선수 명단